# Carlos González (Musiker)
Carlos „Sir Charles“ González (* 16. Juni 1955 in Madrid) ist ein spanischer Schlagzeuger des Modern Jazz, der auch als Radiomoderator und Musikkritiker hervorgetreten ist.

## Leben
González moderierte zwischen 1974 und 1977 die Sendung Y Ahora Jazz auf Radio Popular de Madrid FM. Als Kritiker arbeitete er für Diario ABC und andere Zeitungen. Auch schrieb er die Artikel über die spanische Jazzgeschichte für die Enciclopedia del Jazz (1980). Als Musiker ist er Autodidakt. Er studierte zunächst Informatik an der Universität Madrid und entschied sich erst nach seinem Hochschulabschluss, professioneller Musiker zu werden. Zunächst spielte er mit verschiedenen lokalen Gruppen, bevor er 1982 das Quartett Neobop gründete, mit dem er sich dem gleichnamigen Genre widmete. Mit dieser Gruppe trat er auf zahlreichen spanischen Festivals auf und wurde 1988 in der Fernsehshow Jazz entre  amigos mit dem  Dexter Gordon Prize ausgezeichnet. Er begleitete weiterhin James Moody, Jim Snidero, Mike Osborne, Ron Jackson, Gene Shimosato, Pedro Iturralde, Doug Raney und seit 1986 regelmäßig Lou Bennett, der ihm den Spitznamen Sir Charles gab und in dessen Bands er mit Clifford Jordan, Frank Lacy, Pony Poindexter und Éric Barret spielte.
1993 gründete González das Milestones Trio, mit dem er bis 1999 mit Jeanne Lee, Bob Mover, Valery Ponomarev, Gary Bartz, Eric Alexander, Grant Stewart, Kirk McDonald und Ricky Ford tourte. Im selben Jahr komponierte er die Musik für das Theaterstück El Ultimo Sueno. Im Jahr 2000 gründete er mit Baldo Martínez das Trio BAC und wurde als Solist auf dem Melilla Jazz Festival mit dem Preis Aula 10 ausgezeichnet. Auch trat er in dem Film Atrapada en un blues von Alberto Ruiz Rojo (2001) auf. 2009 gründete er mit dem Saxophonisten Marcelo Peralta und Baldo Martínez das Trio ZAS. Auch ist er an Alben von Susana Peris, Ramon Leal & Beatrice Binotti, Chema Saiz, Santiago de la Muela, Javier Bercebal und Meli Bernet beteiligt.

## Diskographische Hinweise
- Neobop Malik O.K. (AKA 1, 1985)
- Neobop Blue Sax
- Bac Trio Ya (Ingo Música, 2001)
- Zas Trio (Karonte, 2013)